# Patrick Bouvet
Patrick Bouvet est un écrivain français né en 1962.

## Biographie
L'origine musicale
Dans les années 1980, il se consacre essentiellement à la création musicale : chanteur et compositeur dans un groupe rock, il effectue des installations sonores pour des photographes et des designers. Son travail de composition, qui s'inscrit dans le courant de la musique répétitive, est présenté dans des festivals de musiques nouvelles.
Passage à l'écriture
Depuis le début des années 1990, il a étendu son travail sur le sampling et le collage musical à l'écriture. Son premier récit, In situ, est paru aux éditions de l'Olivier en 1999. Shot est son deuxième livre, en 2000.
Relevant des nouvelles textualités, certains de ses textes ont été créés en l'état au théâtre, avec un usage des nouvelles technologies ou de la vidéo, en particulier par les metteurs en scène Véronique Caye et Cyril Teste (à la Ménagerie de Verre, Paris, et à La Ferme du Buisson, Scène nationale de Marne-la-Vallée dans le cadre du festival Images avec Arte).
Il a signé en 2004 la majorité des textes sur l'album Members Only du musicien Fred Avril.

## Œuvres
Livres
- In situ, éditions de l’Olivier (1999) -  (ISBN 978-2-87929-189-5)[1].
- Shot, éditions de l’Olivier (2000) -  (ISBN 978-2-87929-273-1)
- Ciel à l'envers, éditions Inventaire/Invention (2000) -  (ISBN 2-914412-01-0)
- Expérience, éditions Inventaire/Invention (2001) -  (ISBN 978-2-914412-09-4)
- One Hundred Lies, avec le photographe Mac Adams, éditions Daviet-Théry (2001)
- Direct, éditions de l’Olivier (2002) -  (ISBN 2-87929-336-7)[2].
- Client zéro, éditions Inventaire/Invention (2002) -  (ISBN 2-914412-20-7)
- Chaos boy, éditions de l’Olivier (2004) -  (ISBN 978-2-87929-457-5)
- Flashes, éditions Inventaire/Invention (2005) -  (ISBN 978-2-914412-41-4)
- De long en large, avec Pascale Fonteneau, éditions Nuit Myrtide (2006)
- Canons, éditions de l’Olivier (2007) -  (ISBN 978-2-87929-571-8)
- Open Space, éditions Joca Seria, coll. « Extraction » (2010)
- Pulsion lumière, éditions de l’Olivier (2012)   (ISBN 978-2-87929-978-5)[3],[4].
- Carte son, éditions de l’Olivier (2014)
- Trip machine, éditions de l’Attente, coll. Ré/velles, (2017)  (ISBN 978-2-36242-069-6)
- Petite histoire du spectacle industriel, éditions de l’Olivier (2017)[5],[6].
- Le livre du dedans, éditions de l’Olivier (2019) -  (ISBN 978-2-36242-069-6)[7].
- Pistes vol. 1, éditions Jou (2020)
- Media Machine Muzak, éditions de l’Olivier (2022) -  (ISBN 978-2-8236-1928-7)[8].

DVD
- Big Bright Baby, DVD de Patrick Bouvet, éditions « Les Laboratoires d'Aubervilliers », (2006)